# L'Homme à la main sur le cœur
L'Homme à la main sur le cœur – ou Portrait d'un homme âgé de 26 ans – est un tableau réalisé par le peintre néerlandais Frans Hals en 1632. Cette huile sur toile est le portrait en buste d'un jeune homme de vingt-six ans qui regarde vers le spectateur en tenant sa main droite sur son cœur. Achetée en 1829, l'œuvre est conservée au musée des Beaux-Arts de Bordeaux, à Bordeaux, en France.